# Municipio de Morrill (Minnesota)
El municipio de Morrill (en inglés: Morrill Township) es un municipio ubicado en el condado de Morrison en el estado estadounidense de Minnesota. En el año 2010 tenía una población de 696 habitantes y una densidad poblacional de 7,6 personas por km².

## Geografía
El municipio de Morrill se encuentra ubicado en las coordenadas 45°51′48″N 93°57′8″O / 45.86333, -93.95222. Según la Oficina del Censo de los Estados Unidos, el municipio tiene una superficie total de 91.52 km², de la cual 91,52 km² corresponden a tierra firme y (0 %) 0 km² es agua.

## Demografía
Según el censo de 2010, había 696 personas residiendo en el municipio de Morrill. La densidad de población era de 7,6 hab./km². De los 696 habitantes, el municipio de Morrill estaba compuesto por el 99,43 % blancos y el 0,57 % eran de una mezcla de razas. Del total de la población el 0,57 % eran hispanos o latinos de cualquier raza.